# Bälinge Idrottsförening
Il Bälinge Idrottsförening è una società polisportiva svedese con sede a Bälinge, cittadina della contea di Uppsala, attiva in numerose discipline sportive, sia individuali che di squadra, tra le quali il calcio, con formazioni maschili e femminili, floorball, tennistavolo e sci di fondo.